# Lysandra semilimbojuncta
Lysandra semilimbojuncta är en fjärilsart som beskrevs av Bright och Leeds 1938. Lysandra semilimbojuncta ingår i släktet Lysandra och familjen juvelvingar. Inga underarter finns listade i Catalogue of Life.